# 柴发邦
柴发邦（1921年8月—2007年），别名达夫，男，汉族，甘肃临洮人，中国法学家，曾任中国人民公安大学教授，中国法学会理事。